# Льосови равнини на Мисисипската долина
Льосовите равнини на Мисисипската долина (на английски: Mississippi Valley Loess Plains) са физикогеографска област в южната част на Съединените американски щати, част от Югоизточноамериканските равнини в Източните умерени гори.
Образуват дълга ивица по протежение на долното течение на Мисисипи, разположена над нейните заливни тераси, главно по левия бряг на реката. На запад преминава в по-ниската Мисисипска низина, а на изток – в Югоизточните равнини, заемайки части от щатите Мисисипи, Луизиана, Тенеси, Арканзас, Мисури и Кентъки. Релефът е хълмист, геоложката основа е от льосови отложения, а климатът е влажен субтропичен. Естествената растителност е от мезофитни гори, като значителни площи, особено на север, се обработват. Най-големите градове са Мемфис и Джаксън.